# Forêt tropicale semi-sempervirente
La forêt tropicale semi-sempervirente est un biome de climat tropical. Située généralement entre les tropiques, ce type de forêt conserve son feuillage toute l’année.